# Josef Unger
Josef Unger (* 11. září 1944 Brno) je český archeolog, sociokulturní antropolog a kastelolog, profesor Ústavu antropologie Přírodovědecké fakulty Masarykovy univerzity v Brně. Specializuje se na život a sídla moravské šlechty, sakrální architekturu a pohřební ritus v období vrcholného a pozdního středověku.

## Kariéra
V roce 1961 maturoval na Jedenáctileté střední škole na třídě Kpt. Jaroše v Brně, jeho vztah k archeologii se však probouzel již v dětství exkurzemi do Moravského zemského muzea a návštěvou archeologického výzkumu velkomoravského hradiska v Mikulčicích u Hodonína, který prováděl známý archeolog Josef Poulík. V roce 1966 absolvoval studium prehistorie na Filozofické fakultě tehdejší Univerzity Jana Evangelisty Purkyně v Brně a získal titul prom. hist. V roce 1969 získal doktorát obhájením práce Moravská drobná středověká opevnění v období vrcholného feudalismu na katedře prehistorie brněnské univerzity. Kandidátskou disertaci Vývoj osídlení na soutoku Jihlavy a Svratky ve 13. – 15. stol. obhájil roku 1981 na půdě Archeologického ústavu Československé akademie věd v Brně. Jeho školitelem byl právě Josef Poulík. V roce 1999 si dále zvýšil akademickou kvalifikaci obhájením habilitační práce Hrad Lelekovice ve 14. století. V roce 2004 pak byl Josef Unger jmenován profesorem v oboru antropologie.
Po ukončení studií v roce 1966 nastoupil jako samostatný odborný pracovník – archeolog do Regionálního muzea v Mikulově. Zde se podílel na budování archeologické sbírky, tvorbě expozic i výstav a popularizační činnosti. Prováděl také četné záchranné archeologické výzkumy. Jeho územní působnost zahrnovala celý tehdejší okres Břeclav. V roce 1983 byl přijat do Archeologického ústavu ČSAV v Brně jako vědecký pracovník. Náplní jeho činnosti zde bylo mimo vlastního bádání a přednášek pro odbornou i laickou veřejnost posuzování diplomových a doktorských prací z oboru archeologie. V letech 1993–1996 působil Josef Unger jako vědecký pracovník v Ústavu archeologické památkové péče v Brně. Zde se opět zabýval především záchrannými archeologickými výzkumy na ohrožených lokalitách. V roce 1996 pak nastoupil na Ústav antropologie Přírodovědecké fakulty Masarykovy univerzity, kde působí i v současné době. Mimo svůj mateřský ústav pravidelně přednáší i na Slezské univerzitě v Opavě a na půdě Univerzity Palackého v Olomouci.

## Nejvýznamnější objevy
Z mnoha archeologických výzkumů, jež Josef Unger od poloviny 60. let 20. století provedl, se některé vymykaly svým rozsahem. V letech 1970–1972 vedl výzkum na zaniklé středověké vsi Narvice (okres Brno-venkov) v trati Klášterka u Pohořelic, který odhalil základy románského kostela z poloviny 13. století s přilehlým hřbitovem. V letech 1973–1978 prováděl spolu se Zdeňkem Měřínským výzkum další zaniklé středověké vesnice Koválov u Žabčic. Na této lokalitě byly prozkoumány nejen základy kostela, ale také zbytky hrádku majitelů vsi, jenž existoval od poloviny 13. do počátku 15. století. V osmdesátých letech se badatelské úsilí Josefa Ungera soustředilo na zaniklý hrad Lelekovice u Brna, který byl zkoumán v letech 1984–1990. Během výzkumu se podařilo odhalit prakticky celé hradní jádro, což umožnilo lelekovický hrad přiřadit k tzv. hradům s plášťovou zdí. V letech 1991–1992 vedl Josef Unger spolu s Rudolfem Procházkou výzkum katedrály sv. Petra a Pavla na Petrově v Brně, jímž byly mj. odhaleny základy starší románské baziliky. Od roku 2000 vedl i školní archeologicko-antropologický výzkum v Divákách, který probíhá až do současnosti. Předmětem výzkumu je tamní rozsáhlé pohřebiště z doby Velké Moravy a mladší doby hradištní. V letech 2002–2004 byl opět zkoumán hrad v Lelekovicích, tentokrát jeho jižní předhradí. Výzkum zde odkryl základy honosného kamenného sídla z 2. poloviny 15. století, jež sloužilo jako tvrz či fara. Zatím poslední víceletý výzkum Josefa Ungera přinesl objev dosud neznámé románské rotundy v Tasově u Velkého Meziříčí.
Z dalších lokalit zkoumaných Josefem Ungerem lze uvést zaniklé středověké vsi Topolany u Vranovic, Bořanovice u Přibic, hrádek typu motte v Popicích, zaniklý hrad Boleradice, kláštery Rosa coeli v Dolních Kounicích, Porta coeli v Předklášteří u Tišnova, Louka u Znojma, Fons Beatae Mariae Virginis ve Žďáru nad Sázavou, románsko-gotický kostel sv. Linharta v zatopeném Mušově (archeologický výzkum zjistil, že kostel je mnohem starší a vzácnější, než se původně myslelo, a proto byl zachován), základy zříceného gotického kostela sv. Václava v Hustopečích, gotický kostel sv. Jakuba Staršího v Pohořelicích, gotický kostel sv. Markéty v Loděnici, kostel sv. Petra a Pavla v Podivíně, unikátní opevněný kostel sv. Jana Křtitele v Kurdějově, románský kostel sv. Jiljí v Brně-Komárově, kostel na zaniklé středověké vsi Divice u Brumovic, Starou synagogu ve Velkém Meziříčí, velkomoravské pohřebiště v Morkůvkách, známou mohylu Žuráň z doby stěhování národů a mnohé další.

## Dílo
- Pomoc dobrovolných spolupracovníků archeologickému oddělení Regionálního muzea v Mikulově v letech 1967–1973. Mikulov 1974
- Pohořelice-Klášterka: pravěké sídliště, slovanská osada a zaniklá středověká ves. Praha 1980
- Hrádky a tvrze na Moravě. Brno 1981 (et Vladimír Nekuda)
- Středověké votivní předměty z Mušova. Mikulov 1984
- Hrady na Pavlovských vrších (archeologické nálezy). Mikulov 1985
- Přírůstky archeologického pracoviště regionálního muzea v Mikulově v letech 1974–1983. Mikulov 1985
- Zaniklá ves Koválov u Žabčic: archeologické nálezy. Mikulov 1987 (et Zdeněk Měřínský)
- Dobytí hradu Lelekovice. Břeclav 1994 (et Milan Šimek, Zdeněk Rozkopal)
- Koválov: šlechtické sídlo z 13. století na jižní Moravě. Brno 1994
- Hustopeče: farní kostel sv. Václava a sv. Anežky České. Velehrad 1998 (et Pavla Vieweghová, Vladimír Hyhlík)
- Život na lelekovickém hradě ve 14. století: antropologická sociokulturní studie. Brno 1999
- Pohřební ritus a zacházení s těly zemřelých v českých zemích (s analogiemi i jinde v Evropě) v 1.-16. století. Brno 2002
- Pálavské kostely. Klentnice 2006 (et Jan Press, Aleš Filip, Karel Janoušek ad.)
- Pohřební ritus 1. až 20. století v Evropě z antropologicko-archeologické perspektivy. Brno 2006
- Archeologie církevních památek na Moravě a ve Slezsku. Opava 2008
- Archeologie středověku: odraz života lidí v archeologických pramenech. Hradec Králové: Gaudeamus 2008
- Religious Architecture in the Czech Republic in the Light of Geophysical Prospection and Archaeological Excavation. Oxford 2010 (et Vladimír Hašek)
- Člověk ve středověku: svědectví archeologických pramenů. Hradec Králové 2012.

Bibliografie prací Josefa Ungera evidovaná odborným časopisem Archeologické rozhledy čítala k 1. 1. 2014 celkem 307 položek zahrnujících monografie a odborné články ve vědeckých časopisech a sbornících. Josef Unger je dále autorem či spoluautorem 171 zpráv o výzkumech, 191 zpráv v časopisech a denním tisku a 156 recenzí.